# Fellipe Bastos
Fellipe Ramos Ignez Bastos, noto semplicemente come Fellipe Bastos (Rio de Janeiro, 1º febbraio 1990), è un ex calciatore brasiliano, di ruolo centrocampista.

## Carriera
Fellipe Bastos è stato prestato fino alla fine del campionato di Challenge League al Servette, il 10 febbraio 2010 da parte del Benfica, dopo essere già stato girato in prestito durante il girone di andata della Primeira Liga al Belenenses.
Ha esordito con la maglia del Servette nel match vinto 2-1 contro il Winterthur, il 20 febbraio 2010, entrando al 55' in sostituzione di Marcos de Azevedo. Segna la sua prima rete con la maglia del club svizzero nel match vinto 4-0 contro lo Sciaffusa del 6 marzo 2010.

## Palmarès

### Club

#### Competizioni nazionali
- Coppa di Lega portoghese: 1

Benfica: 2008-2009
- Coppa del Brasile: 1

Vasco da Gama: 2011
- Campionato brasiliano: 1

Corinthians: 2017

#### Competizioni statali
- Campionato paulista: 1

Corinthians: 2017